# Banaat Bosnië
Het Banaat Bosnië (Bosnisch: Banovina Bosna/Босанска бановина) was een middeleeuwse staat (banaat) die grotendeels overeenkomt met het huidige Bosnië en Herzegovina, maar wel een stuk groter was en ook gebieden van Dalmatië, Servië en Montenegro omvatte.
Hoewel het in naam een vazalstaat was van het Koninkrijk Hongarije was het banaat een de facto onafhankelijke Bosnische staat. Het banaat bestond tot 1377, toen het verheven werd tot koninkrijk met de kroning van koning Tvrtko I.

## Geschiedenis
In 1136 viel Béla II van Hongarije Bosnië binnen en creëerde de titel ban, aanvankelijk slechts een titel in naam voor zijn vijfjarig zoontje Ladislaus II. De heersers van Bosnië regeerden in de twaalfde eeuw autonoom van Hongarije en het Byzantijnse Rijk, die weinig te zeggen hadden in het bergachtige Bosnië. In 1154 trad Ban Borić op als prominent figuur en bondgenoot van Hongarije.
De Byzantijnse keizer Manuel I Komnenos veroverde Bosnië op de Hongaren in 1166 en wees Kulin, een geboren Bosniër, aan als nieuwe ban. Hij wist Bosnië uit de Byzantijnse invloedssfeer te houden na een alliantie met Béla III van Hongarije, Miroslav Zavidović en Stefan Nemanja, waarmee hij in 1183 succesvol een oorlog kon winnen van de Byzantijnen. Bosnië bleef wel een vazalstaat van Hongarije. In 1189 werd met het charter van Ban Kulin, een van de oudste nog bestaande documenten in het Bosnisch, gesloten met de republiek Ragusa over de handelsrelaties tussen beiden.
Onder het bewind van Kulin was er ook controverse over de plaatselijke Bosnische Kerk, die door zowel de Rooms-Katholieke Kerk als de Oosters-orthodoxe Kerk als een ketterse sekte werd gezien. In 1203 verzocht de Servische grootprins Vukan Nemanjić de paus om in te grijpen. Kulin kon een invasie echter voorkomen door te verklaren dat ze allen katholiek waren.
In 1353 werd Tvrtko I de nieuwe ban. Onder zijn regeerperiode floreerde het banaat en in 1377 riep hij zichzelf uit tot koning van het koninkrijk Bosnië.